# Асаїта
Асаїта — місто в Ефіопії, наразі адміністративний центр зони №1 в регіоні Афар.

## Географія
Асаїта розташована на північному сході країни в улоговині Афар.

### Клімат
Місто знаходиться у зоні, котра характеризується кліматом помірних степів та напівпустель. Найтепліший місяць — липень із середньою температурою 32.3 °C (90.1 °F). Найхолодніший місяць — січень, із середньою температурою 24.6 °С (76.3 °F).
| Клімат Асаїти           | Клімат Асаїти | Клімат Асаїти | Клімат Асаїти | Клімат Асаїти | Клімат Асаїти | Клімат Асаїти | Клімат Асаїти | Клімат Асаїти | Клімат Асаїти | Клімат Асаїти | Клімат Асаїти | Клімат Асаїти | Клімат Асаїти |
| Показник                | Січ.          | Лют.          | Бер.          | Квіт.         | Трав.         | Черв.         | Лип.          | Серп.         | Вер.          | Жовт.         | Лист.         | Груд.         | Рік           |
| Середня температура, °C | 24,6          | 25,5          | 27,2          | 28,7          | 30,3          | 32,2          | 32,3          | 31,6          | 30,3          | 28,3          | 26,2          | 24,7          | 28,5          |
| Норма опадів, мм        | 8.6           | 9.1           | 29.5          | 27.4          | 11.7          | 3.8           | 42.7          | 53.8          | 15.4          | 5.1           | 6.8           | 4.1           | 218           |
| Днів з опадами          | 1,2           | 1,2           | 1,3           | 2             | 2,8           | 3,6           | 3,6           | 4,7           | 3,7           | 2,1           | 0,6           | 0,9           | 27,7          |
| Вологість повітря, %    | 72            | 71            | 71.3          | 73.8          | 74.6          | 67.7          | 64.4          | 67.9          | 74.2          | 75.4          | 74.2          | 74.4          | 71.7          |
| ----------------------- | ------------- | ------------- | ------------- | ------------- | ------------- | ------------- | ------------- | ------------- | ------------- | ------------- | ------------- | ------------- | ------------- |
| Джерело: Weatherbase    |               |               |               |               |               |               |               |               |               |               |               |               |               |